# Paseo de las Reynas
Paseo de las Reynas är en ort i Mexiko.   Den ligger i kommunen Mineral de la Reforma och delstaten Hidalgo, i den sydöstra delen av landet, 80 km nordost om huvudstaden Mexico City. Paseo de las Reynas ligger 2 444 meter över havet och antalet invånare är 906.
Terrängen runt Paseo de las Reynas är kuperad åt nordost, men åt sydväst är den platt. Runt Paseo de las Reynas är det mycket tätbefolkat, med 1 135 invånare per kvadratkilometer. Närmaste större samhälle är Pachuca de Soto, 4,2 km nordväst om Paseo de las Reynas. Omgivningarna runt Paseo de las Reynas är i huvudsak ett öppet busklandskap.